# 日本工業大学駒場中学校・高等学校
日本工業大学駒場中学校・高等学校（にっぽんこうぎょうだいがく こまばちゅうがっこう・こうとうがっこう）は、東京都目黒区駒場に所在する私立中学校・高等学校。

## 概要
明治時代から工業教育に特化しており、2007年度まで普通科を設置していなかった。しかし、普通科の募集を開始し、学校イメージの改革と、普通科の存在する高校が「工業高校」と名乗れない行政上の理由から、2008年4月1日に日本工業大学付属中学校・日本工業大学付属東京工業高等学校から現在の校名に改称した。さらに、工業系学科の募集を2020年度で停止、普通科のみの高校に転換された。
女子の工業進出に対応するため、2006年度より国際工学科・理数工学科を共学化した。共学化された学科における女子の比率は1割から3割程度であり、全校生徒数ベースでは1割に満たなかった。

しかし、2006年には陸上部で女子が好成績をあげたり、2007年には女子の生徒副会長が就任したりするなど、環境は整いつつあり、女子生徒も年々増加している。
かつては、日本工業大学に進学した場合、中・高・大と一貫した工業教育を受けることができた。

## 教育方針
工業教育を柱とする。校訓は、誠実・明朗・勤勉。
現校長就任後の再編・改革方針に伴い、様々な指導チーム・プログラムが組織されており、それらにはProject"x"といった名称が付けられている。例えば「Project Z」は他大学進学向けの、「Project S」は習得が比較的遅い生徒向けの支援チーム・プログラムであり、エントランスホール近くの自習室「TERAKOYA」の管理などもする。新たに上位大学進学希望者、成績優秀者の為の「Project K」も発足、「光風塾」という校内塾が生まれた。
また、資格取得支援「Project L」による検定試験のための講習会等（放課後・無料）や、外部資格講座の斡旋業務も行っている。工業系資格取得は一部を除き任意受験であり、普通科の生徒でも行える。

## 校舎
それまではいくつもの棟が並ぶ複雑な構造をした校舎で、暖房等も生徒が実習で製作した物を使うほどであったが、図書館と事務棟を除き2001年に全面的に新校舎に切り替わった。新校舎の設計には本校OBと建築科教諭が関わった。地上4階・地下1階建てで、基準階平面はロの字型をしており、廊下は環状で1周できるようになっている。ロの字の中央にはアリーナ（体育館）がある。雨水・冷風対策として吹き抜けを開閉式にできないのは建築基準法の定めによるもので、法解釈上、校舎とアリーナは別の建物である。
階段は3箇所で、すべて地下から屋上まで続いている。風水で階段のカラーを決めたという噂も生徒の間でまれに聞かれる。そのほかにエントランスホールには1階から2階までの階段もある。2008年6月、コンビニエンスストアが3階に設置され、生徒が必要な物を買うことが出来るようになった。エレベーターは1機存在するが、基本的に生徒の使用は禁止で、荷物の搬入や骨折などの場合のみ教員の許可を受けて使用することが許されている。
周囲は住宅地であるため、それに配慮した設計となっている。例えば周辺住民のプライバシーへの配慮として、校舎から家の中を見られないようにするため全教室の窓ガラスは曇りガラス構造になっている。校庭の床も2008年6月より人工芝のグラウンドに改修された。実習施設で工業科（機械・建築・電子情報システム、国際、理数工学（機建電の設備を利用））の設備が整っている。また、美術室・家庭科室・音楽室も地下にある。廊下では生徒作品のギャラリーとなっており、展示なども行われている。
冬場のイルミネーションは毎年行われている。
早くからCADを導入し、CAD室などが設けられている。3D-CADは日本工業大学（機械系学郡）の授業でも使用されるSolidWorksが導入され、機械科の生徒や理数工学科の一部（選択授業）の生徒は高校時代に操作方法を覚えることが出来る。付属中学の全教室には無線LANアクセスポイントが1教室につき2か所ずつ設置されている。
駒場キャンパス（本棟）
- 4階 - 教室、生徒会室、男子トイレ、女子トイレ
- 3階 - 教室、職員室、放送室、売店、100周年記念ホール連絡通路、男子トイレ（2箇所）、女子トイレ
- 2階 - 教室、職員室、アリーナ（4階まで吹き抜け）、男子トイレ（1箇所）、女子トイレ、女子更衣室、女子ラウンジ
- 1階 - 教室、選択教室、職員室、校長室、経理課室、会議室1A、会議室1B（選択教室）、ギャラリー、TERAKOYA（自習室）、保健室、生物・化学室、理科準備室、図書館、高校入試広報室・入試相談室、男子トイレ、来客・職員用男女トイレ、用務員室、校庭
- 地下1階 - 職員室、選択教室、各実習室、トレーニングスタジオ、トレーニングルーム、音楽室、家庭科室、美術室、ゴミ収集所、男子トイレ、女子トイレ等

駒場キャンパス（体育教官棟）
- 体育科教員室、倉庫等

駒場キャンパス（別棟）
- 2階 - デジタル実習室、パソコン室
- 1階 - 職員室、電気計測室、パソコン室、男子トイレ

駒場キャンパス（100周年記念ホール）
- 3階 - スチューデントホール、売店
- 2階 - 和室、デッキ、トイレ
- 1階 - 座席可動式ホール（2階まで吹き抜け）、ロビー、男子トイレ、女子トイレ、多目的トイレ
- 地下1階 - 職員室、倉庫

駒場キャンパス(ひまわり棟)
- 2階 - 選択教室
- 1階 - 選択教室

駒場キャンパス(講師室)

赤倉山荘
- 新潟県赤倉に存在する。天然温泉の出る山荘で、新入生合宿、２年生合宿、スキー教室、部活合宿などに利用されている。

下田セミナーハウス
- 静岡県下田に存在した。白浜海岸から近く、新入生合宿、２年生合宿、部活合宿などに利用されている。体育館完備。下水の浄化設備が整っており、トイレの排水であっても飲料水として使えるほど洗浄されている。2015年3月31日廃館。

Nippon Institute of Technology Inter-Cultural Campus
- カナダアルバータ州ブレアモア 20th Avenue 13437に存在する研修所である。カナダ短期・長期留学で使用される。元々裁判所や教会だった地区を改装して使っている（地名はクローズネストパスと通称される）。

## 進路
大学進学支援センターによる学習サポート等を行っており、近年は、日本工業大学以外への進学が大多数となっている

## 学科 （高校）

### 現在の学科
2021年度入学生からの高校コース編成
- 普通科（男女共学）
  - 特進コース
  - 理数特進コース（2025年度から募集停止）
  - 総合進学コース
  - 文理未来コース （工業科教育成果を継承予定）
- 6年一貫制
  - 特進コース（普通科）
  - 進学コース（普通科）

### 過去の学科
2007年3月までの学科
第一類（日本工業大学進学コース）
- 機械科
- 建築科
- 電気電子科

第二類
- 機械科
- 建築科
- 電気電子科

電気電子科を卒業すると第二種電気工事士の一次試験が免除された。
2008年度入学生から2016年度入学生までの学科
高校1・2・3年
- 普通科
  - 特進コース（共学）
  - 理数特進コース（共学）
  - 総合進学コース（共学）

工業科
- 理数工学科（共学）
- 国際工学科（共学）
- 機械科（男子のみ）
- 建築科（男子のみ）
- 電子情報システム科（男子のみ）

電子情報システム科卒業で、第二種電気工事士の一次試験が免除された。
2017年4月入学生から2022年度までの高校学科構成
- 普通科（男女共学）
  - 特進コース
  - 理数特進コース
  - 総合進学コース
- 工業科（2021〔令和3〕年度入試から募集停止・2023〔令和5〕年3月廃止）
- 理数工学科（男女共学）
- 創造工学科（男子のみ、2年次からコース選択）
  - 機械コース
  - 建築コース
  - 電子情報システムコース

六年一貫制
- 特進コース（普通科）
- 進学コース（普通科）
- 理数マスターコース（理数工学科）

※中高一貫六年制の生徒は中学から高校へ進級する際に　特進コース・進学コース・理数マスターコース　の3つから選択する。

※2018年度より、創造工学科への進学が可能になった。

## 学校行事
2024年度
- 4月
  - 入学式 - 始業式 - オリエンテーション - 1年フレッシュマンキャンプ
- 5月
  - 1年日本工業大学見学会 - 高校体育祭
- 6月
  - 前期中間試験① - 授業公開 - 中学3年修学旅行 - 高校3年レクリエーションデー
- 7月
  - 前期中間試験② - 芸能鑑賞会 - 夏季休業 - オープンキャンパス - 中学2・3年オーストラリア短期留学（希望者）
- 8月
  - 高校1・2年カナダ短期留学（希望者） - 各部活動合宿 - 夏期講習会 - 3年日本工業大学推薦夏期講習 - オープンキャンパス
- 9月
  - 防災訓練 - 日駒祭（学園祭）
- 10月
  - 前期期末試験 - 秋季休業 - 後期始業式 - 科目選択ガイダンス - 中学体育祭
- 11月
  - 授業公開 - 高校1・2年レクリエーションデー - 音楽鑑賞会
- 12月
  - 後期中間試験 -  冬季休業 - 冬季講習会 - スキー教室
- 1月
  - 入学願書受付 - 高校推薦入学試験
- 2月
  - 中学入学試験 - 高校一般入学試験 - 後期期末試験 - 課題研究発表会
- 3月
  - 卒業式 - 修了式- 高校2年修学旅行 - 春季講習会

## 生徒会活動・部活動など

### 運動部
- アマチュアレスリング部
- アーチェリー部
- 体操競技部
- サッカー部
- 卓球部
- バレーボール部
- 陸上競技部
- 山岳部

- 柔道部
- 剣道部
- スキー部
- 水泳部
- テニス部（軟式・硬式）
- ゴルフ部
- バスケットボール部
- 硬式野球部
- ダンス部

### 文化部
- 機械研究部
- 建築研究部
- 自動車部
- 写真部

- 囲碁将棋部
- 美術部
- システム研究部
- 漫画研究部
- アートクラフト部
- 茶道部

### 愛好会
- SL愛好会
- 鉄道研究愛好会
- 園芸養蜂愛好会

- 科学技術愛好会
- 模型愛好会

### 委員会
- 中央委員会
- 放送委員会
- 吹奏楽委員会
- 新聞委員会

- 総務委員会
- 図書委員会
- 風紀委員会
- 厚生委員会

本校に於ける委員会とは、生徒会長を頂点に組織化されており、各委員会毎に役割が与えられている。しかし一般的（広義に於ける）に解釈されている”生徒会活動の委員会”とは一線を画すカテゴリである”吹奏楽委員会”というものも存在している。
生徒会会長・副会長は毎年12月に選挙で決定する。2007年度は開校以来初めて、女子の生徒副会長が就任している。

## 沿革
- 1907年12月18日 設立認可、校名、東京工科学校。設立者・古川武一（校主）、顧問・古賀廉造。初代校長に理学博士・徳永重康就任。校舎は小石川水道端町、元中国人教育のために創設された東京実科学校で、当時時局の変動により留学生が去ったためこの校舎を用いた。
- 1908年2月 開校、生徒数70名。季節にちなみ帽章は梅花を交錯する。今日の「工高」の二文字が「工科」となっていた。

　　　4月 学科は電工科、機械科、建築科、採鉱冶金科の4科。
- 1911年8月 校舎神田錦町3丁目24番地に移る。
- 1912年3月 土木科設置。
- 1913年1月 設立者（校主）を古賀廉造に変更。
- 1923年9月 関東大震災により、校舎全焼。

　　　12月 仮校舎落成、全員同校舎にて授業開始。
- 1927年1月 伯爵・大木喜福、顧問に就任。
- 1931年6月29日 組織を変更し、財団法人東京工科学校設立。大木喜福、理事長就任。実業高校令工業学校規定による小学校卒業を入学資格とする5年制（甲種工業学校）の東京工業学校を設置、昼間部に機械科、夜間部に土木科を置く（夜間部は高等小学校卒、4年制）。
- 1935年3月 東京工科学校の校名を東京高等工科学校と改称、（学制を改めて、小学校卒を入学資格とする3年制の乙種工業学校とし、前記甲種工業学校と併設、昼間部に機械科、建築科を設置、夜間部は従来通りとする）

　　　10月9日 法人名を財団法人東工学園と改称。
- 1939年12月 目黒区駒場に校地購入、2,444坪。
- 1943年8月 長野県上高地に健民修練所を開設（1943～44年）。

　　　12月 東京工業高校の学科を昼夜共に、機械科、建築科、土木科の3科とする。
- 1945年2月 戦災により木造校舎、実習工場および設備、鉄筋コンクリート校舎1・2階全焼。

　　　4月 新学制により東工学園中学校を設置（1947年4月1日認可）。
- 1948年4月 東京工業学校を廃止、東京工業高等学校を設置（1948年3月10日認可）。目黒区駒場町751番地の現在地に校舎落成、神田より駒場に移転。

　　　5月 東京高等工学科学校設置（1948年5月13日認可）。
- 1951年3月14日 法人名を学校法人東工学園と改称（1951年3月7日認可）。
- 1956年9月 木造校舎（6教室）落成。
- 1957年4月 土木科廃止。機械工作科を設置。
- 1958年5月 鉄筋第1校舎完成。

　　　11月 創立50周年式典を行う。
- 1959年8月 後援会、新潟県赤倉に土地8,000坪を購入。
- 1960年4月 東工学園中学校生徒募集再開。
- 1961年12月 新潟県赤倉に東工赤倉荘（鉄筋3階建て）完成。
- 1962年4月 全日制課程に電気科、工業計測科を設置、定時制課程に電気科を設置。
- 1964年5月 後援会、静岡県富戸に土地1,200坪購入、臨海施設富戸7月完成。

　　　12月 鉄筋第3校舎完成。
- 1967年4月 日本工業大学開学。創立60周年を迎える。

　　　5月 東京高等工科学校を開校、普通高校卒業生を対象とした1年制の日本工業大学進学コースを開設（1976年まで）。
- 1968年11月 創立60周年記念式典を行う。
- 1969年9月 中華民国台湾高英高級工商職業学校と姉妹校盟約を締結。
- 1972年10月 地下トレーニングセンター(940m2)完成。

　　　12月 山形県米沢・天元台に日本工大セミナーハウス(651.31m2)完成。
- 1974年3月 定時制課程募集停止。
- 1975年10月 後援会売店(318m2)新築。
- 1977年4月 機械工作科を機械科に統合。第I類日本工業大学進学コースを新設。

　　　9月 東工赤倉山荘増築。(2,763m2)
　　　11月 創立70周年式典を行う（於 日本工業大学）。
- 1979年6月 文部省より研究開発学校に指定される（1984年3月まで）。
- 1981年9月 図書館・空調実験室完成。
- 1983年5月 東工学園下田寮完成（土地6,414m2）。
- 1987年4月 電子機械科を設置（1987年1月10日認可）。

　　　6月 創立80周年記念式典を行う。（於 帝国ホテル）全校舎に冷暖房工事を実施。ミニSL国際フェスティバル開催（於 日本工業大学）。
- 1989年4月 電気科の学科名を電気電子科に改称（1988年10月26日認可）。
- 1990年4月 法人名を学校法人日本工業大学、高校名を日本工業大学付属東京工業高等学校、中学校名を日本工業大学付属中学校にそれぞれ名称変更。
- 1992年4月 工業設計科を制御システム科に名称変更（学年進行）。
- 1997年6月 中学校、高校校舎改築工事着工。創立90周年記念式典を行う（於 日本工業大学）。
- 2005年4月 設置学科を新設・変更。新たに理数工学科（特進コース・マスターコース）、国際工学科を設置。一類・二類制度を廃止し、機械科、建築科、電気電子科で募集し授業を開始した（学年進行）。
- 2006年4月 創立99年間男子校であったが、理数工学科・国際工学科にて男女共学化、電気電子科を電子情報システム科へ名称変更（学年進行）。

　　　6月 AEDをエントランスホールに設置。
- 2007年1月 防犯のため、防犯カメラと非常ベルが各階に設置。朝礼においては附属池田小事件や、それに誘発された2ちゃんねるVIP板等における"犯行予告書き込み"の対策であると説明された。

　　　7月 - 創立100周年記念ホール完成。
- 2007年11月 - 東工祭にて本校在学歴[3]のある河村隆一作詞・作曲の創立100周年記念歌「その翼で」の発表会とライブをアリーナで実施。
- 2008年4月 - 日本工業大学付属東京工業高等学校・日本工業大学付属中学校から現校名に改称。理数工学科特進コースを普通科理数特進コースへ移設し、新たに普通科（特進コース/理数特進コース/総合進学コース）（共学）を設置（学年進行）
- 2017年4月 - 普通科の定員増および工業科の定員減を行うとともに工業科と各学科内のコースを再編
- 2023年3月 - 工業科の運営を終了させ、普通科のみの運営となる。

## 制服
- 2018年度からは2つのボタンのブレザー、白シャツ。新宿三越で購入できる。
- 2006年度からは3つボタンのブレザー、青シャツ。新宿三越などで購入できる。
- 1989年度入学生までは一般的な黒い学ランを使用していたが、改造学生服のボンタン・長ラン・短ランなどが増え始め為、グレーの学ランに変更される。
- 1990-1997年度入学まではグレーの学ランに銀ボタンといったものが採用されており、度々雑誌のランキングでは上位にランクインする人気の高いものであった。

## 交通
- 京王井の頭線駒場東大前駅 徒歩3分。
- 東急田園都市線池尻大橋駅 徒歩15分。
- 東急バス渋51・小田急バス渋54 ｢駒場｣下車、徒歩3分[4]
- 自転車及びバイク通学は許可されていない（バイク・自動車の免許取得は可能）[5]。

## 主な出身者
- 越中詩郎 - プロレスラー
- 浜田千穂 - アマチュアレスリング選手
- 塩谷優 - アマチュアレスリング選手
- 河村隆一 - 歌手　※中退（但し、特別会員[OB登録]との情報有）
- 市原隼人 - 俳優　※中退
- 三遊亭右左喜 - 落語家
- 柳家さん遊 - 落語家
- 柳家海舟 - 落語家
- 川合勇太郎 - 民俗学者、民話・口承文芸研究家（東京工科学校 土木科本科卒）
- 安藤裕 - 元騎手、現横浜DeNAベイスターズ通訳
- 井上三次 - 元競輪選手、メキシコシティオリンピック出場
- 北村克哉 - アマチュアレスリング選手
- 長岡久夫 - 元プロ野球選手（巨人、中日）
- 阿部重四郎 - 元プロ野球選手
- 中尾芳広 - 格闘家
- 金刺不二太郎 - 元川崎市長
- 赤塚真人 - 俳優 ※中退 (東京工業高等学校)
- ザ・ヒコ - アパレル産業の王

## 校歌
- 作詞 本田信寿 作曲 堀内敬三

明治時代に制定された。そのため、「正しき国に技」など、ナショナリズムを強調する内容も含まれているが、特に問題視されたことはない。文語的要素の混ざった歌詞である。
同じ校歌が制定されている付属中学校のWebサイトに歌詞が記載されている。